# Égotisme
Ne doit pas être confondu avec égoïsme.

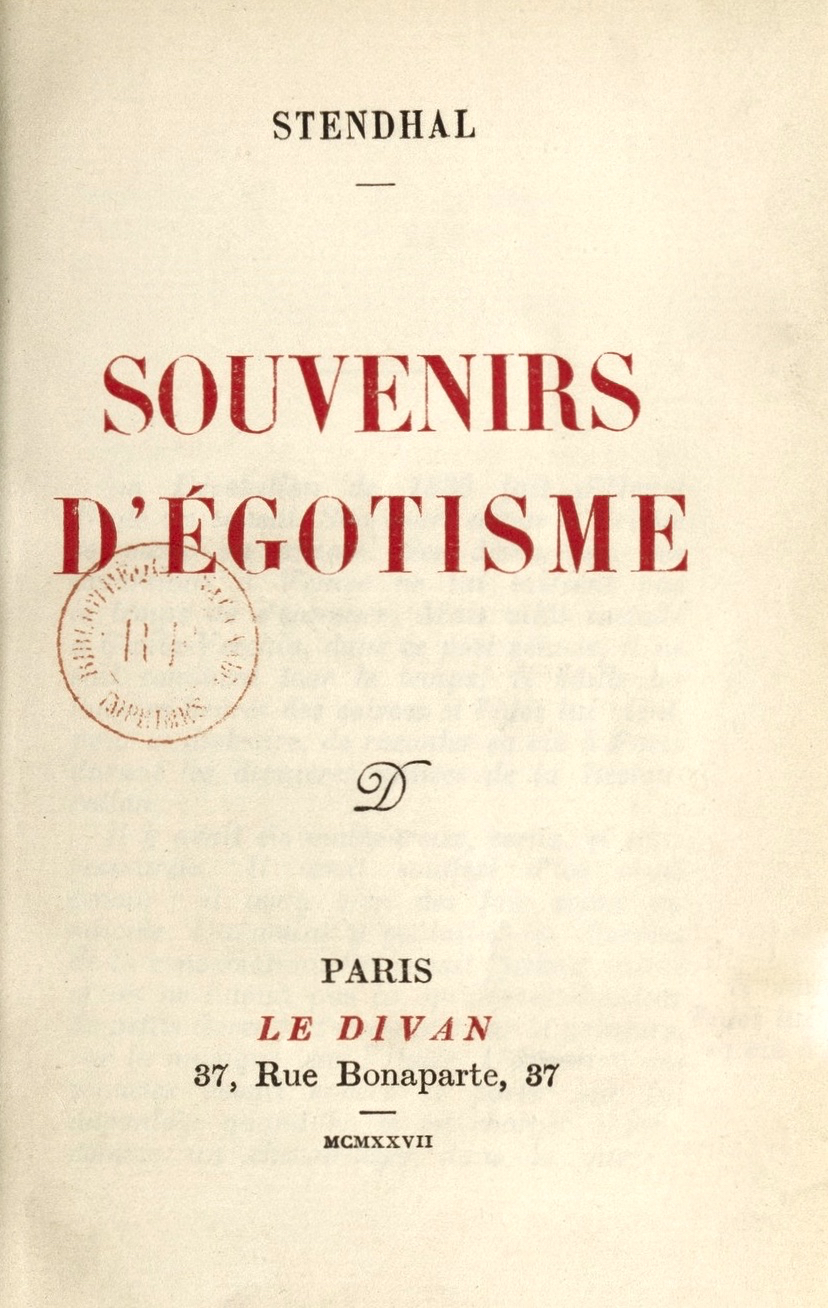
Couverture de Souvenirs d'égotisme de Stendhal, paru en 1927.

L’égotisme est un trait de personnalité par lequel certaines personnes s'attachent particulièrement au maintien et à l'amélioration d'une image favorable d'elles-mêmes. Il est généralement accompagné à la fois d'une opinion flatteuse de soi, d'une surestimation de ses compétences et d'une exagération de son importance. 
L'« égotisme se caractérise par une estimation exagérée de l'intellect, des capacités, de l'importance, de l'apparence, de l'esprit ou d'autres caractéristiques personnelles jugées importantes,. »
La personne égotiste a le sentiment écrasant de la centralité de son Moi en ce qui concerne ses qualités personnelles.

### Citations originales
1. ↑  (en) « egotism is characterized by an exaggerated estimate of one's intellect, ability, importance, appearance, wit, or other valued personal characteristics »